# Kathwaia
Kathwaia – rodzaj stawonogów z wymarłej gromady trylobitów, z rzędu Proetida.
Żył w okresie permu (gwadalup - wucziaping).